# Claudia Rompen
Claudia Rompen (Mechelen, 27 januari 1997) is een Nederlandse handbalster (keepster) die uitkomt in de Deense Bambusa Kvindeligaen voor Horsens Handball Elite
Claudia Rompen begon haar carrière bij MenG Optimo uit Gulpen. Haar volgende vereniging was V&L uit Geleen. In 2014 maakte ze de overstap naar HandbaL Venlo, waar ze drie seizoen zou spelen. In het seizoen 2016/2017 werd ze genomineerd voor beste keepster van het jaar in de eredivisie. In 2017 vertrekt Claudia Rompen naar het Deense SønderjyskE, dat uitkomt in de 2e Deense competitie aan het eind van het seizoen wordt ze in Nederland door het NHV uitgeroepen tot Talent van het jaar 2017/2018. De transfer naar het SønderjyskE is mede mogelijk gemaakt door Pro Athletes en is ook de ploeg waar ook Estavana Polman in 2011 samen met Sanne van Olphen hun buitenlands avontuur begonnen. Haar volgende 2 jaar speelt ze daarna eveneens in Denemarken in de hoogste liga bij Horsens Handball Elite.  Ten gevolge van een zware hersenschudding opgelopen in een wedstrijd tegen Odense is ze meer dan 9 maanden uit te roulatie.  Voor het seizoen 2021/2022 stond ze onder contract bij Skanderborg Handbold, na een jaar keerde ze weer terug naar Horsens Handball Elite. Vanaf seizoen 2023/2024 verdedigt Claudia het doel bij Viborg HK een club die tot de beste van Denemarken gerekend wordt. 

## Onderscheidingen
- Talent van het jaar van het Nederlands Handbal Verbond: 2017/2018[4]